# TGIF
TGIF este un acronim pentru expresia „Thank God/Goodness It's Friday” (în română: „Slavă Domnului că e vineri”), sărbătorind ultima zi lucrătoare (sau de școală) a săptămânii, înainte de weekend. Își are originile în anii 1960. A fost popularizat de restaurantul T.G.I. Friday's, fondat în 1965. Totuși, a devenit mai bine cunoscut după 1970, în principal datorită filmului cu același nume din anul 1967.

## În cultura populară
- În 2011, Katy Perry a lansat o piesă ce menționează acronimul T.G.I.F., intitulată „Last Friday Night (T.G.I.F.)” .
- Cântărețul de muzică hip hop Kid Cudi a lansat o piesă cu numele „T.G.I.F. (Thank God I'm Fresh)”.